# Poemas de amor
Poemas de amor es un libro escrito por Alfonsina Storni en el año 1926, consta de 67 páginas y fue publicado por la Editorial Nosotros.

## Análisis
La obra Poemas de amor, que y de muerte. Constituye un punto de vista de un cuerpo y una voz femenina que atrae masivamente a un público numeroso y provoca desconfianza en sus colegas escritores. La obra puede verse como la afirmación de una escritora mujer en un ambiente histórico cultural latinoamericano e internacional, construyendo cierto discurso regular en la variedad de géneros literarios.
Sobre Poemas de amor, la misma Alfonsina dice en el prólogo que «son frases de estado de amor escritos en pocos días
ya hace algún tiempo» y no los considera una obra de literatura, sino «una lágrima de las tantas lágrimas de los ojos humanos». Además, está lleno de un sentimiento amoroso exagerado escrito probablemente sobre la pasión, en sus cuarenta y siete versos en prosa escritos en el tiempo verbal presente del indicativo casi por completo y donde se pueden leer relatos basados en el sentimiento amoroso con un tono erótico sensual elevado que difieren intencionalmente el orden literario de su tiempo histórico.
Según Alicia Salomone, la obra Poemas de amor el discurso centrado en el tema amoroso va orientándolo a un sentido de locura o alucinación. Alfonsina pudo haber estado alcanzando cierto límite «en el juego con el desborde» y en el juego con el lenguaje. La autora afirma que en esta obra se lleva a cabo el abandono del verso, con una sintaxis fragmentaria y un lenguaje próximo a la prosa, una situación que se venía reflejando desde Ocre y que muestra el camino hacia la estética que prevalecerá en textos posteriores. Es importante señalar desde que se publicó esta obra hasta la publicación de la siguiente transcurrieron ocho años y otros cuatro más para la próxima. En el intervalo de tiempo Alfonsina redactó textos poéticos no publicados en libro hasta el año 1999 y además escribió dramas. En este conjunto de poemas en prosa se observa una narración con momentos fuertes, con características formales y algunos efectos de poesía. Estas narraciones van conformando un criterio de clasificación de la lectura narrativa dando forma a diversas propiedades:
- narrativa: próxima a la lírica y a lo argumentativo
- impresiones poéticas: presenta la poesía como un espacio de decir lo indebido instalándose el discurso erótico-sensual
- marcas de diálogo del yo-tú/yo-vosotros/yo-yo
- partes de literatura autobiográfica
- encuadrar la palabra como «lugar de poder discursivo»

Las estrategias puestas en juego en Poemas de amor son variadas usando un lenguaje segmentado cercano a lo coloquial y que describe inicialmente el nacimiento del amor y aparece en el texto como el anuncio del reencuentro con la vida misma llegando a una expresión completa. Está escrito en presente como que se produjese aquí y ahora, usando un lirismo cercano a la poesía, lleno de metáforas y voluntad propia. Esta prosa poética está presente en otras obras publicadas en periódicos y no en libros, lo que resultaba casi imposible de conseguirlos hasta que la Editorial Losada publicó la compilación completa de obras de Alfonsina en libro.